# Agatha Munter
Agatha Munter, in archiefstukken ook wel Agatha Munters genoemd (Amsterdam, 23 juli 1632 – aldaar, begraven 27 februari 1687), was een regentes en secretaris van het Leprozenhuis in Amsterdam. Ze werd geportretteerd door Ferdinand Bol. 

## Biografie
Agatha Munter werd geboren in Amsterdam als dochter van Joan Munter (1611-1685) en Margaretha Geelvinck (1612-1672). Ze was een zuster van de Amsterdamse burgemeester Cornelis Munter. In 1654 trouwde ze met Elbert Goijkens (1626-1663). Na diens overlijden hertrouwde ze in 1665 met Sijbrand Valckenier (1634-1665). In 1669 trouwde ze voor een derde maal, nu met Joan Corver (1628-1716).
Via haar huwelijk met Elbert Goijkens werd ze eigenaresse van Keizersgracht 27 in Amsterdam en landgoed Beeckestijn onder Velsen. Ook erfde ze van hem een groot vermogen. Haar tweede echtgenoot Sijbrand Valckenier liet haar een perceel grond in de Gouden Bocht na. Hierop liet haar derde echtgenoot, Joan Corver, een dubbel herenhuis bouwen. 
Munter was van 1666 tot 1678 regentes van het Leprozenhuis in Amsterdam. In 1668 werd zij, samen met Clara Abba en Elisabeth van Duynen, door Ferdinand Bol geportretteerd in het schilderij Drie regentessen van het Leprozenhuis te Amsterdam. Ze draagt een weduwekap. Het schilderij bevindt zich in de collectie van het Rijksmuseum Amsterdam, dat het sinds 1885 in bruikleen heeft van de gemeente Amsterdam.

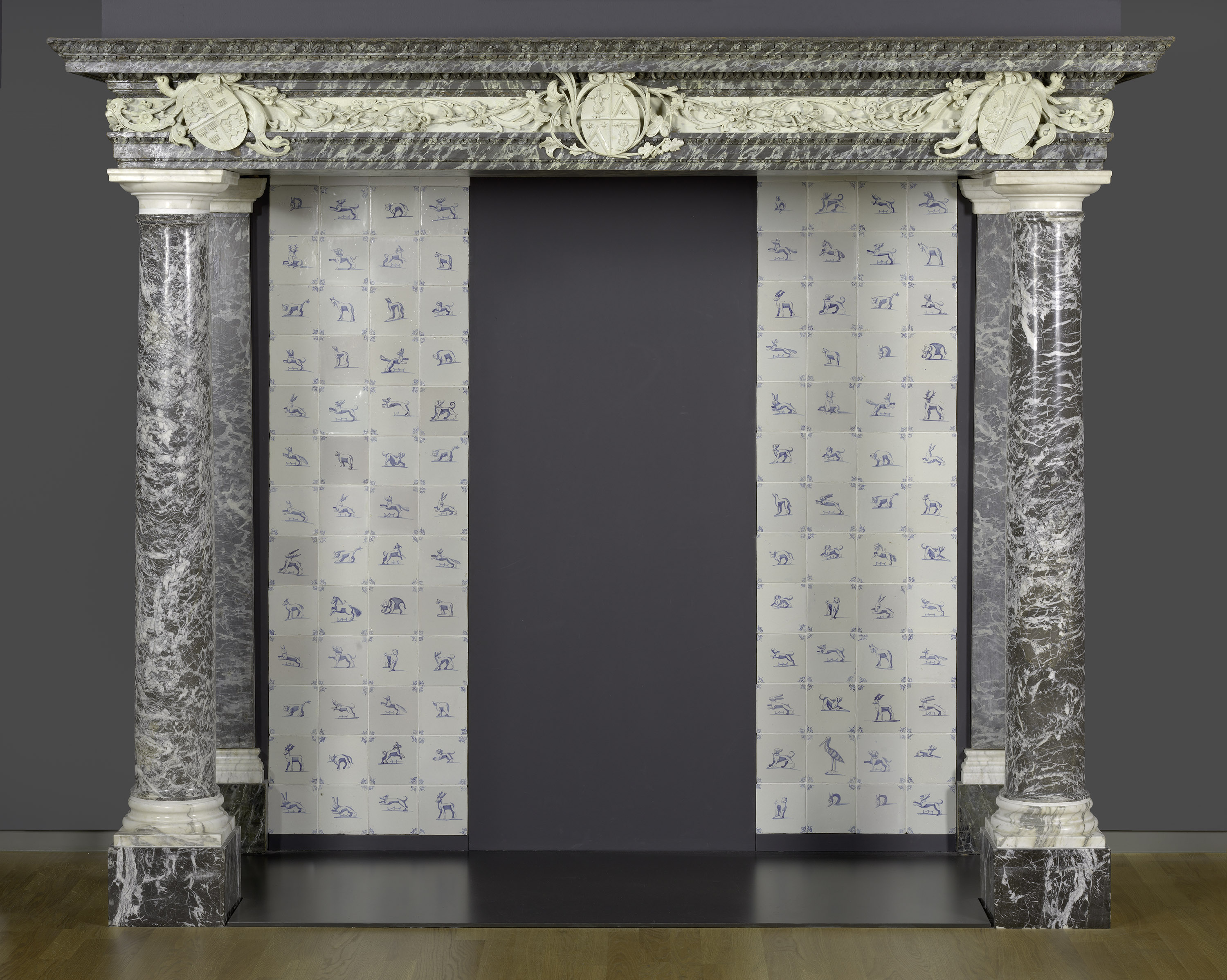
Schoorsteenschouw uit het leprozenhuis in Amsterdam met daarop de wapenschilden van de regentessen. Het meest rechtse wapen is van Agatha Munter.

Het schilderij van Bol hing in het Leprozenhuis boven een schoorsteenschouw waarop de familiewapens van de regentessen waren geplaatst. Ook de schouw bevindt zich in de collectie van het Rijksmuseum. Hoewel Munter op het schilderij in het midden is afgebeeld, bevindt haar wapen zich op de rechterhoek van de schouw. 
Vanaf 1671 woonde zij op Herengracht 456 in de Gouden Bocht. Ze overleed in februari 1687 kinderloos, nalatende een vermogen van ƒ 112.100,–.